# Église Saint-Martin d'Ambleny
L'église Saint-Martin est une église située à Ambleny, dans le département de l'Aisne, en France.

## Description

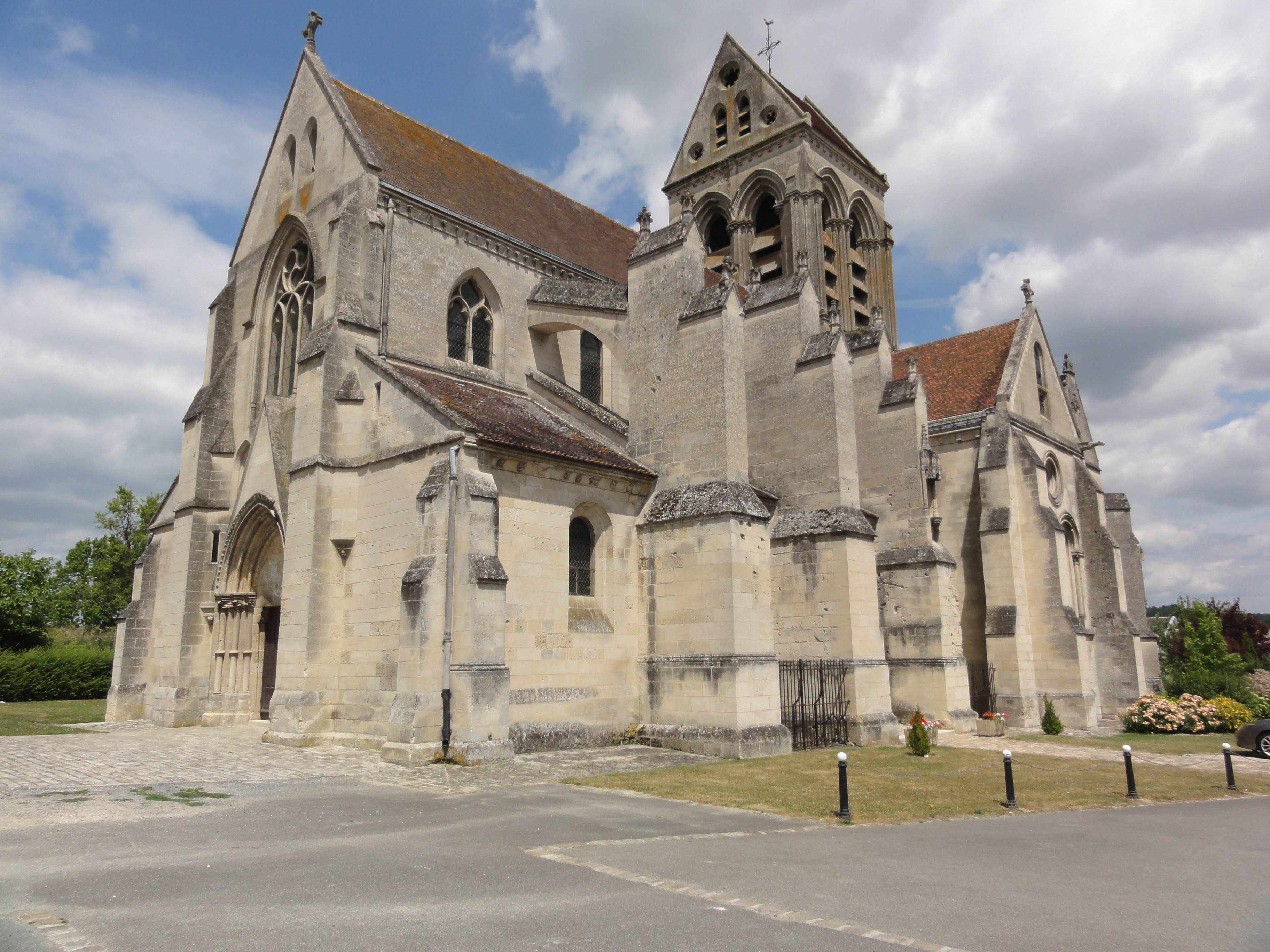
Façades du sud-ouest.
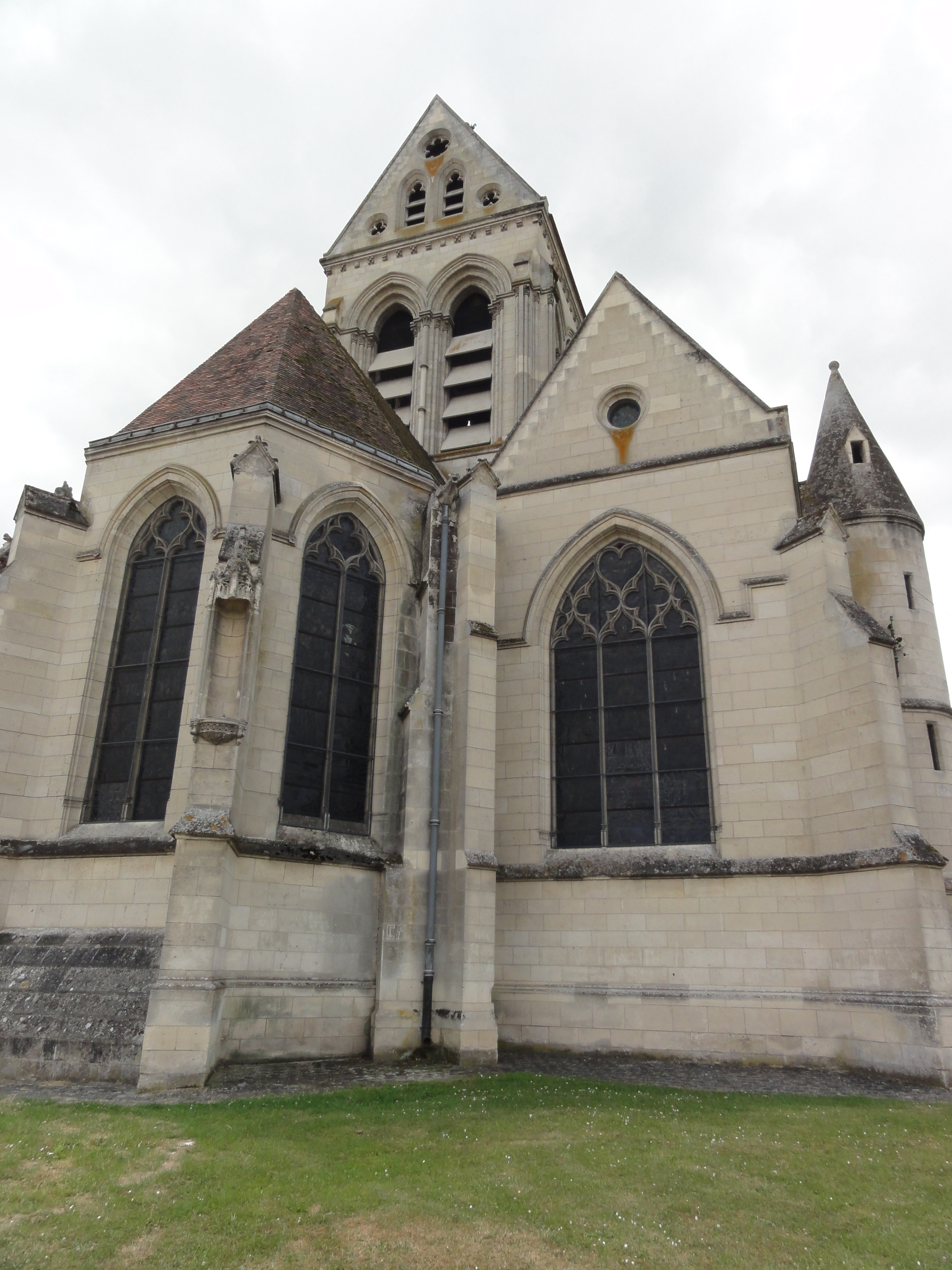
Chevet et tour ronde côté est.
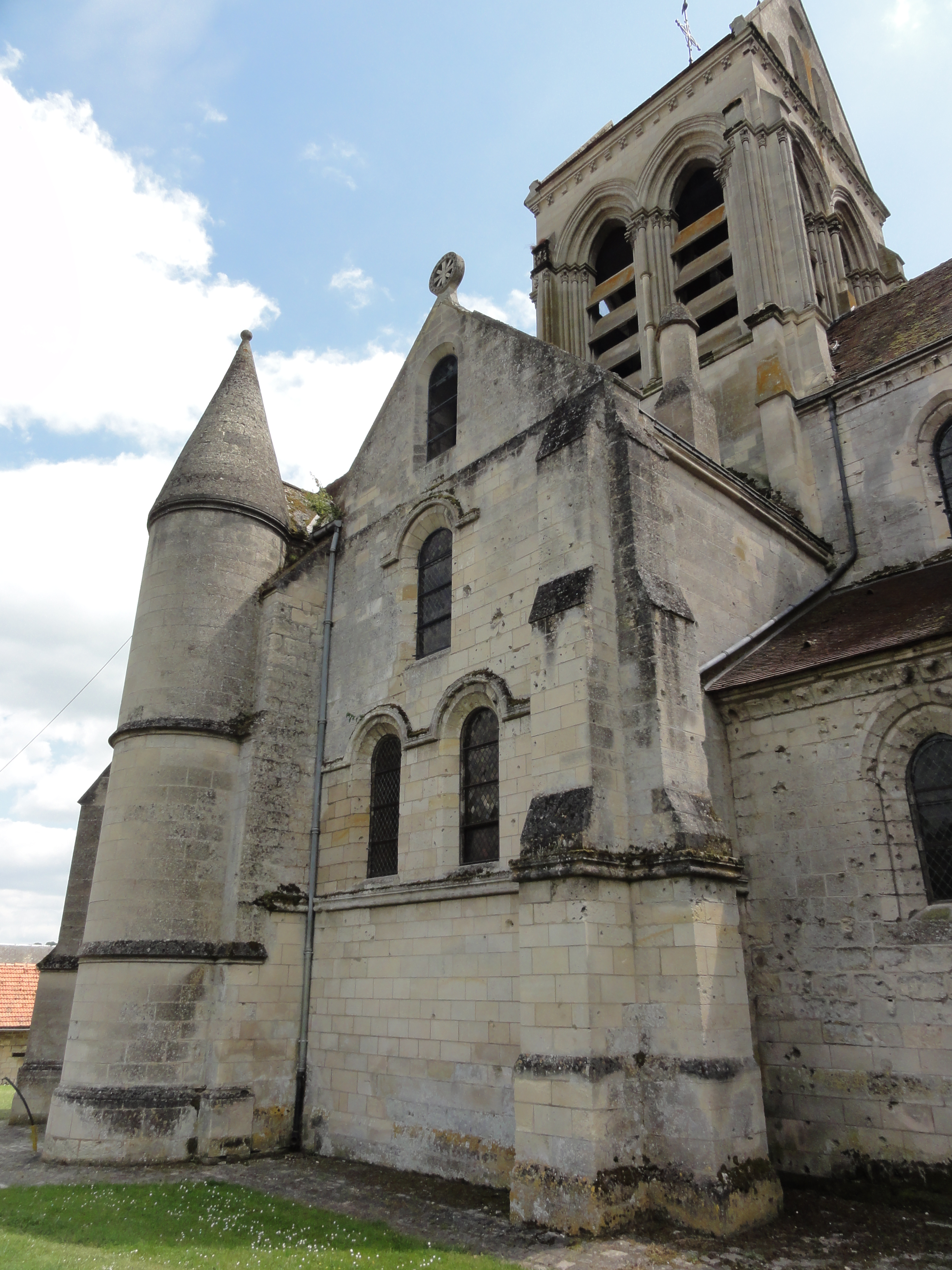
Tour ronde et part de la façade côté nord.
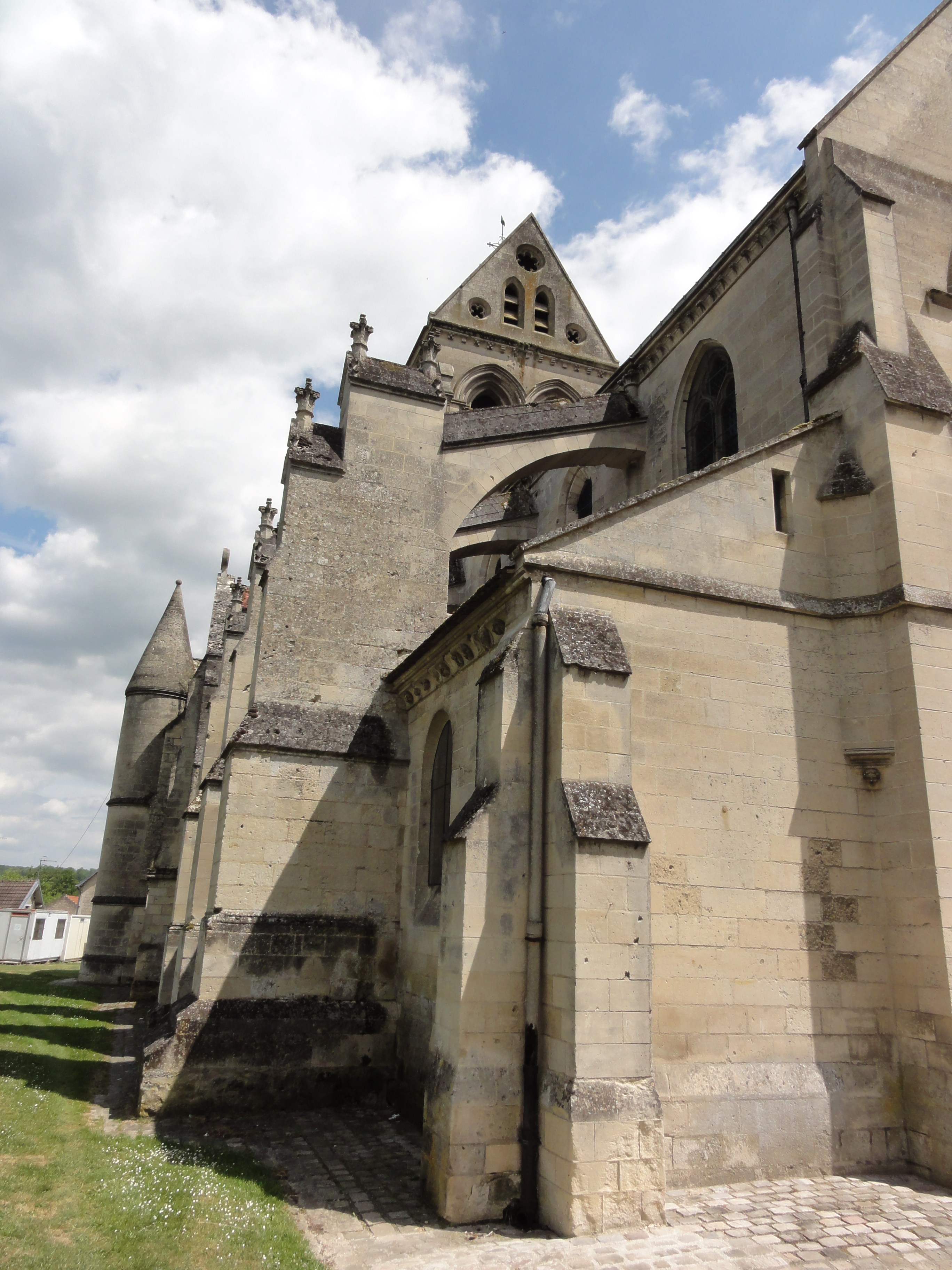
Arcs-boutants côté nord.
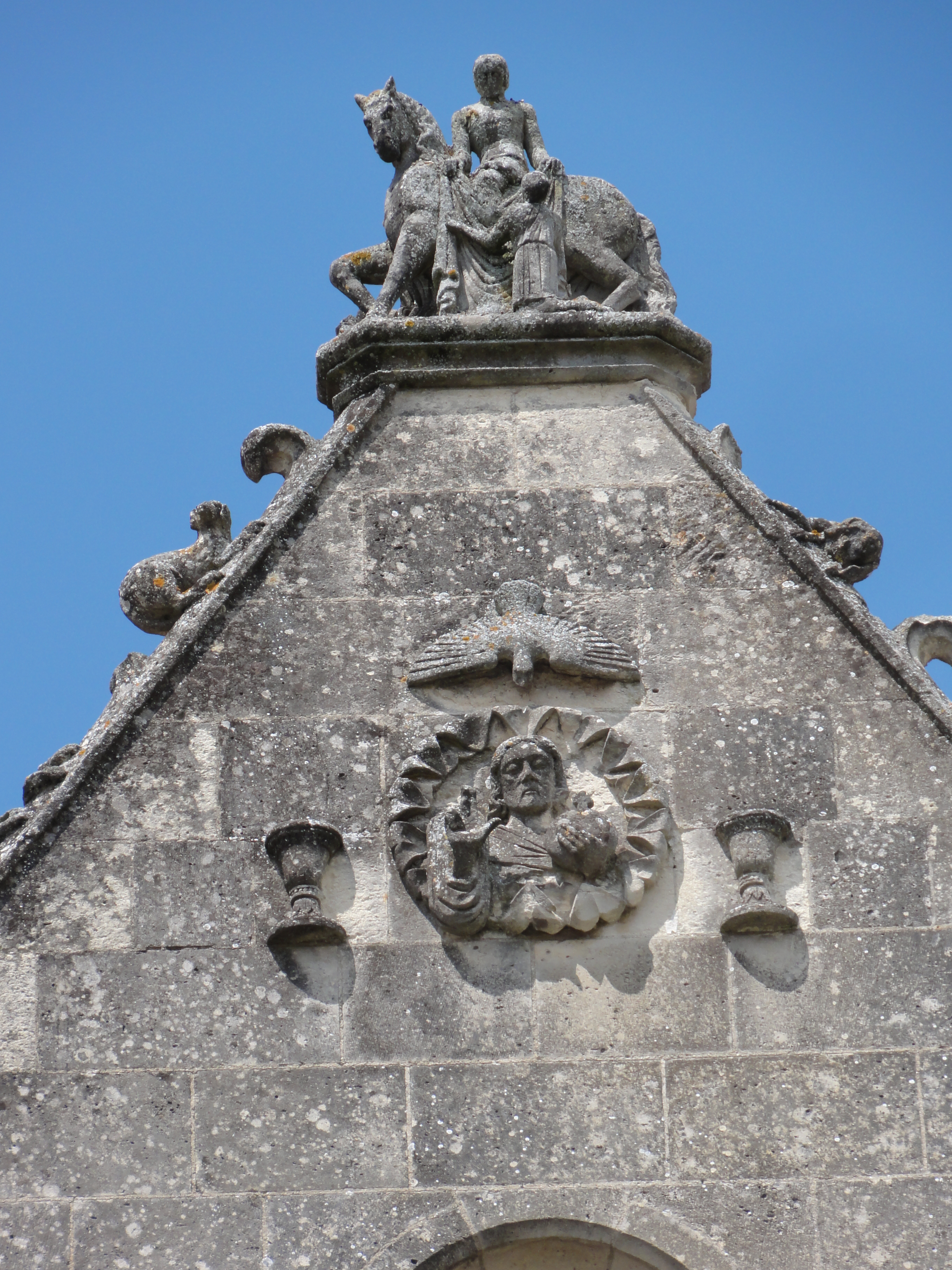
Détail pignon sud-est.
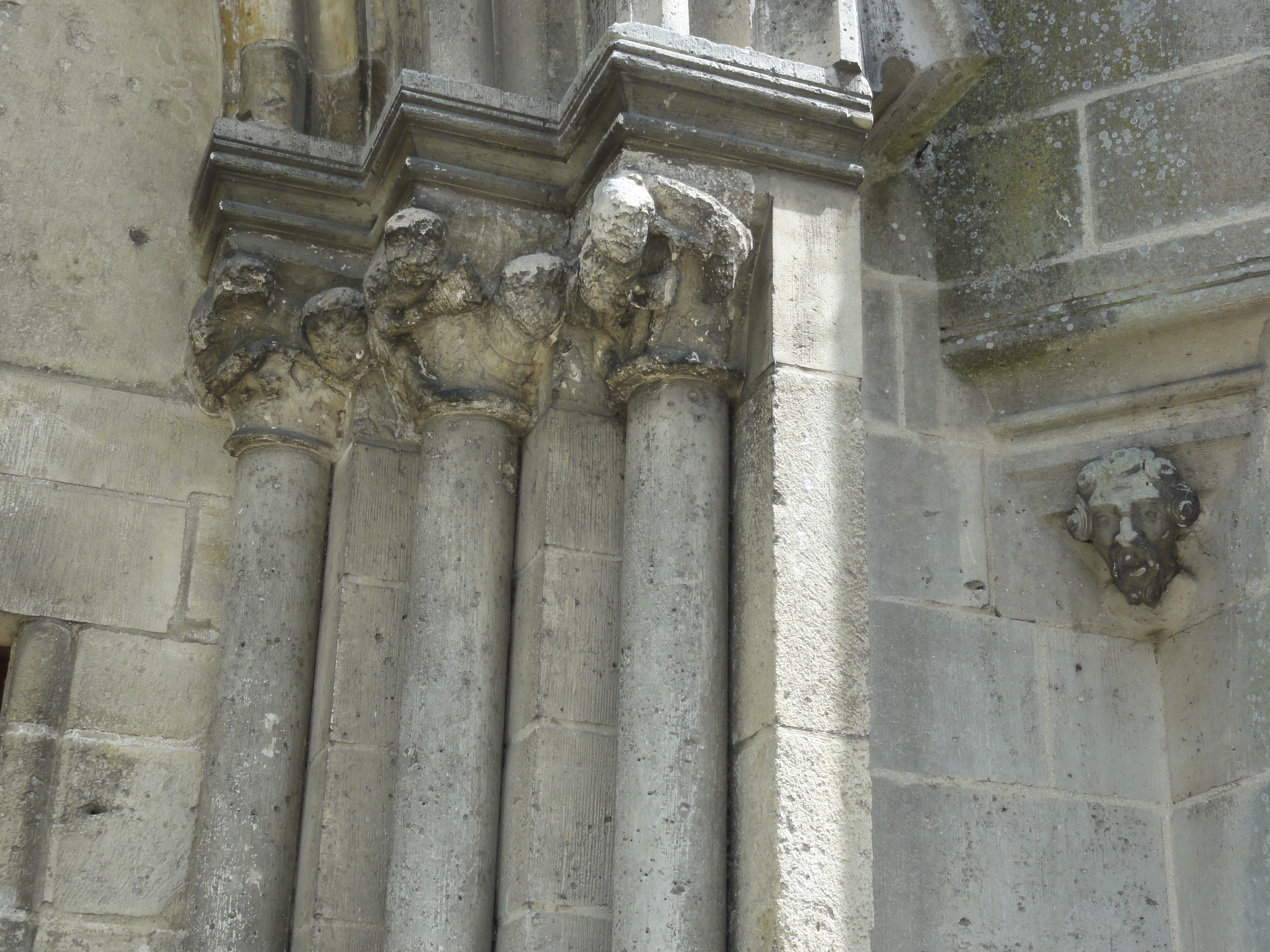
Détail portail.
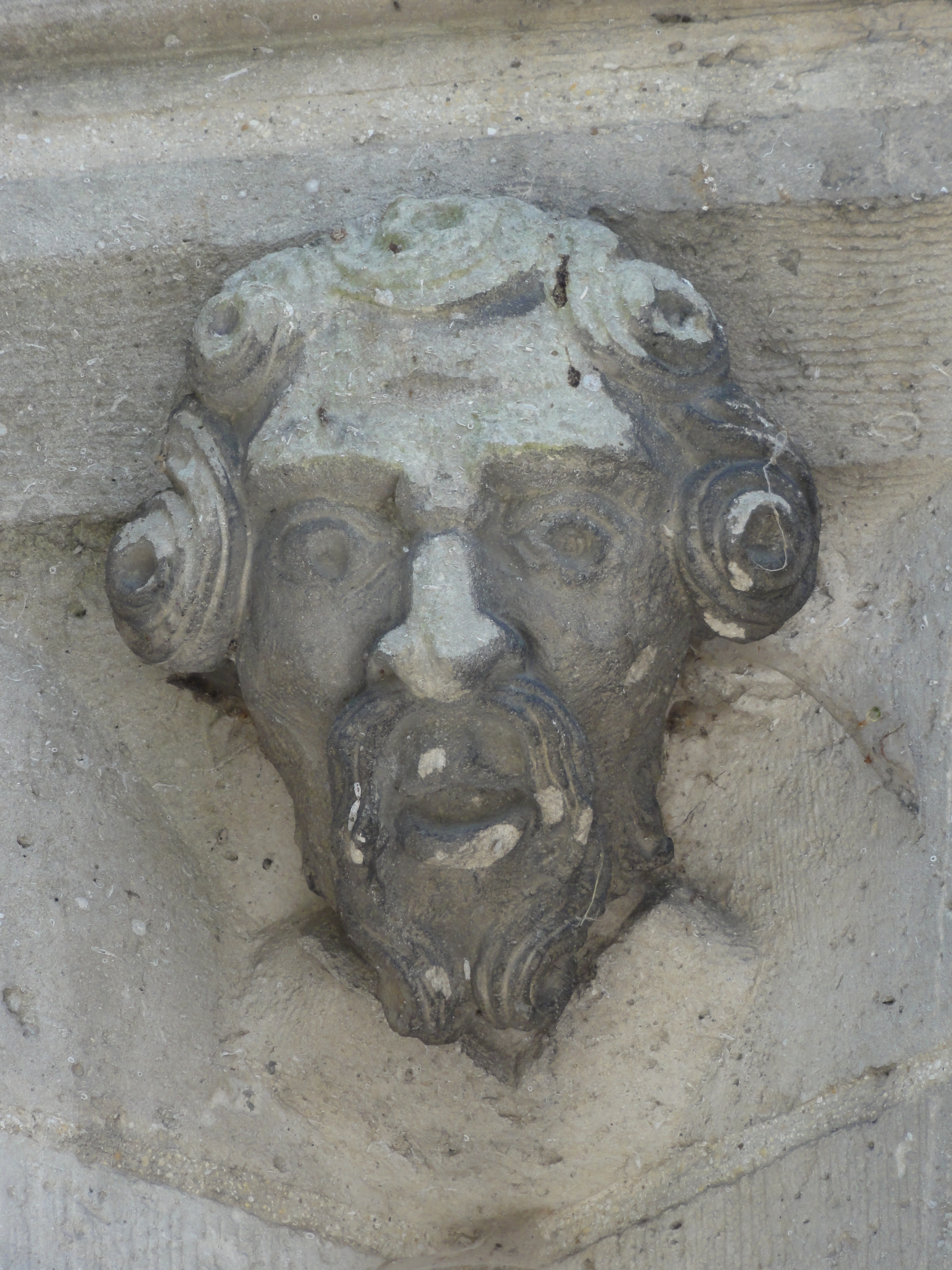
Petit détail portail : tête sculptée.

## Localisation
L'église est située sur la commune d'Ambleny, dans le département de l'Aisne.

## Historique
Le monument est classé au titre des monuments historiques en 1907.